# Banzai Cliff
Banzai Cliff är ett stup i Nordmarianerna (USA). Det ligger i kommunen Saipan Municipality, i den södra delen av Nordmarianerna. Banzai Cliff ligger 30 meter över havet. Det ligger på ön Saipan.